# Catherine Quéré

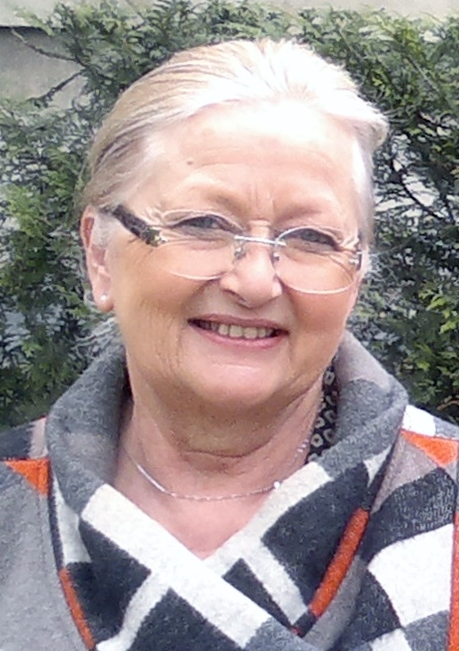
Catherine Quéré (2012)

Catherine Quéré (* 16. März 1948 in Angoulême, Département Charente) ist eine französische Politikerin der Parti socialiste.
Quéré ist als Winzerin in Frankreich tätig. Sie ist seit Juni 2007 Abgeordnete in der Französischen Nationalversammlung.